# Living Reviews in Solar Physics
Living Reviews in Solar Physics is een internationaal, aan collegiale toetsing onderworpen open access wetenschappelijk tijdschrift op het gebied van de astronomie. Het eerste nummer verscheen in 2004.